# April Tacey
April Tacey (Leicester, 12 oktober 2000) is een Britse wielrenster die sinds 2024 voor de Noorse wielerploeg Coop-Repsol rijdt.

## Carrière
In 2017 was Tacey onderdeel van het Britse juniorenteam. In 2019 reed ze voor het Elite-2 team Brother UK - Fusion RT. Vanaf 2020 reed ze voor Drops Cycling Team, dat in 2021 verder ging als Drops-Le Col, in 2022 als Le Col-Wahoo en in 2023 als Lifeplus Wahoo.
In juli 2020 won Tacey de eerste en vierde etappe van de virtuele Tour de France.

## Palmares
2025
Omloop der Kempen

## Resultaten in voornaamste wedstrijden
|      | \| Jaar \| Gent-Wevelgem \| Ronde van Vlaanderen \| Parijs-Roubaix \| Amstel Gold Race \| Luik-Bast.‑Luik \| Omloop Het Nieuwsblad \| Le Samyn \| \| ---- \| ------------- \| -------------------- \| -------------- \| ---------------- \| --------------- \| --------------------- \| -------- \| \| 2021 \| \| \| \| \| opgave \| \| \| \| 2022 \| \| \| 91e \| 96e \| \| 100e \| 64e \| \| 2023 \| \| opgave \| 72e \| \| \| opgave \| 42e \| \| 2024 \| opgave \| \| 72e \| 116e \| \| 85e \| 85e \| \| 2025 \| \| opgave \| buit.tijd \| \| \| \| \| |                      |                |                  |                 |                       |          |
| Jaar | Gent-Wevelgem | Ronde van Vlaanderen | Parijs-Roubaix | Amstel Gold Race | Luik-Bast.‑Luik | Omloop Het Nieuwsblad | Le Samyn |
| 2021 | |                      |                |                  | opgave          |                       |          |
| 2022 | |                      | 91e            | 96e              |                 | 100e                  | 64e      |
| 2023 | | opgave               | 72e            |                  |                 | opgave                | 42e      |
| 2024 | opgave |                      | 72e            | 116e             |                 | 85e                   | 85e      |
| 2025 | | opgave               | buit.tijd      |                  |                 |                       |          |

## Ploegen
- 2020 –  Drops Cycling Team
- 2021 –  Drops - Le Col s/b TEMPUR.
- 2022 –  Le Col-Wahoo
- 2023 –  Lifeplus Wahoo
- 2024 –  Team Coop-Repsol
- 2025 –  Team Coop-Repsol

Bennett · Christian · Van 't Geloof · Martins · Meakin · Moberg · Lowden · Olsen · Penton · Smekal · Tacey
Bennett · Christian · Christmas · Van der Duin · Van 't Geloof · Martins · Meakin · Moberg · Lowden · Olsen · Penton · Smekal · Tacey · Towers
Van Agt (vanaf 1/5) · Christian · Van der Duin · Van 't Geloof · Holden · King · Martins · Merino · Moberg · Perkins · Tacey · Towers · Vandenbulcke · Verhulst
Grinczer (vanaf 1/7) · Harris · King · Laurance · Leech · Novolodskaya (tot 1/7) · Richardson · Rysz · Söderqvist · Tacey · Vigié · Van der Wolf · Wyllie
Dale · Grangier · Greenwood · Jørgensen · Kagevi · Lind · Mohr · Rånes Bye · van Rooijen · Tacey · Tuisk · Ytterhus Haugset